# Menhirs de l'Étoile
Les menhirs de l'Étoile sont deux menhirs, nommés Men Bras et Men Bihan, situés à Camors dans le département français du Morbihan.

## Localisation
Les menhirs sont situés dans la forêt de Camors, à environ 250 m au sud-ouest du croisement des chemins de Cornouaille et de Lambel-Camors, au sud-est du hameau de Lambel.

## Historique
Les deux menhirs sont classés au titre des monuments historiques par arrêté du 22 août 1934.

## Description
Le menhir Men Bras (la « grande pierre » en breton) est situé à environ 250 m ouest-sud-ouest du rond-point de l'Étoile (47° 49′ 57″ nord, 3° 01′ 13″ ouest). Le menhir mesure 3,40 m de hauteur, il est légèrement incliné vers le nord-est. 
Le menhir Men Bihan (la « petite pierre » en breton) est situé à environ 500 m au sud-ouest de Men Bras (47° 49′ 48″ nord, 3° 01′ 35″ ouest). Il mesure environ 1,70 m de hauteur,  0,80 m de largeur et  0,50 m d'épaisseur, il est légèrement incliné vers le sud-est. Les blocs rocheux visibles aux alentours sont d'origine naturelle. 